# 370

## Esdeveniments
- Regne d'Ibèria: Romans i perses arriben a un acord i divideixen el regne en dos: una part oriental, aliada dels perses on es manté el monarca que aquests havien recolzat, Aspagur II, i una occidental, amb els romans, on es reinstaura el deposat Saurmag II.
- Armènia: L'emperador romà Valent hi envia un exèrcit que n'expulsa els perses i instaura Pap com a rei.
- Sarmàcia: Els huns derroten els alans del Volga, que són forçats a servir en el seu exèrcit.
- Barcelona (Tarraconense): Sant Pacià de Barcino esdevé bisbe de la ciutat.

## Naixements
- Tomis (Estíria): Alaric I, rei dels visigots. (m. 410)

## Necrològiques
- Sardenya (Itàlia): Lucífer de Càller, bisbe.